# Stelzendorf (Chemnitz)
Stelzendorf, Chemnitz-Stelzendorf – dzielnica miasta Chemnitz w Niemczech, w kraju związkowym Saksonia. 